# Список країн-учасниць МАГАТЕ

Країни учасниці МАГАТЕ

Станом на березень 2022 року Міжнародне агентство з атомної енергії нараховувало 175 країн-учасниць 

## Список країн за датою приєднання:[2]

### 1957
| - Австралія, - Австрія, - Албанія, - Аргентина, - Афганістан, - Білорусь, - Бразилія, - Болгарія, - Ватикан (Святий престол), - Велика Британія, - Венесуела, - В'єтнам, - Данія, - Домініканська Республіка, | - Гаїті, - Гватемала, - Греція, - Ефіопія, - Єгипет, - Ізраїль, - Індія, - Індонезія, - Ісландія, - Іспанія, - Італія, - Канада, - Куба, - Марокко, | - Монако, - М'янма, - Нідерланди, - Німеччина, - Нова Зеландія, - Норвегія, - Пакистан, - ПАР, - Парагвай, - Перу, - Південна Корея, - Польща, - Португалія, - Росія, | - Румунія, - Сальвадор, - Сербія, - США, - Таїланд, - Туніс, - Туреччина, - Угорщина, - Україна, - Франція, - Швейцарія, - Швеція, - Шрі-Ланка, - Японія |

### 1958
| - Бельгія, - Еквадор, | - Іран, - Люксембург, | - Мексика, - Судан, | - Філіппіни, - Фінляндія |

### 1959
- Ірак

### 1960
| - Гана, | - Колумбія, | - Сенегал, | - Чилі |

### 1961
| - ДР Конго, | - Ліван, | - Малі |  |

### 1962
| - Ліберія, | - Саудівська Аравія, |  |  |

### 1963
| - Алжир, - Болівія, | - Кот-д'Івуар, - Лівія, | - Сирія, | - Уругвай |

### 1964
| - Габон, | - Камерун, | - Кувейт, | - Нігерія |

### 1965
| - Кенія, - Кіпр, | - Коста-Рика, | - Мадагаскар, | - Ямайка |

### 1966
| - Йорданія, | - Панама |  |  |

### 1967
| - Сінгапур, | - Сьєрра-Леоне, | - Уганда |  |

### 1968
- Ліхтенштейн

### 1969
| - Замбія, | - Малайзія, | - Нігер |  |

### 1970
- Ірландія

### 1972
- Бангладеш

### 1973
- Монголія

### 1974
- Маврикій

### 1976
| - Катар, | - ОАЕ, | - Танзанія |  |

### 1977
- Нікарагуа

### 1983
- Намібія

### 1984
- КНР

### 1986
- Зімбабве

### 1992
| - Естонія, | - Словенія |  |  |

### 1993
| - Вірменія, - Литва, | - Словаччина, | - Хорватія, | - Чехія |

### 1994
| - Ємен, - Казахстан, | - Північна Македонія, | - Маршаллові Острови, | - Узбекистан |

### 1995
- Боснія і Герцеговина

### 1996
- Грузія

### 1997
| - Латвія, | - Мальта, | - Молдова |  |

### 1998
- Буркіна-Фасо

### 1999
| - Ангола, | - Бенін |  |  |

### 2000
- Таджикистан

### 2001
| - Азербайджан, | - Центральноафриканська Республіка |  |  |

### 2002
| - Ботсвана, | - Еритрея |  |  |

### 2003
| - Гондурас, | - Киргизстан, | - Сейшельські Острови |  |

### 2004
| - Мавританія, | - Того |  |  |

### 2005
- Чад

### 2006
| - Беліз, | - Малаві, | - Мозамбік, | - Чорногорія |

### 2007
- Кабо-Верде

### 2008
| - Непал, | - Палау, | - Папуа Нова Гвінея |  |

### 2009
| - Бахрейн, - Республіка Конго, | - Камбоджа, - Оман, | - Лесото, | - Бурунді, |

### 2011
- Лаос,

### 2012
| - Домініка, - Тринідад і Тобаго, | - Фіджі, - Того, | - Папуа Нова Гвінея, | - Руанда, |

### 2013
| - Есватіні, | - Сан-Марино, |

### 2014
| - Багамські Острови, | - Бруней, |

### 2015
| - Антигуа і Барбуда, - Вануату, | - Барбадос, | - Джибуті, | - Гаяна, |

### 2016
- Туркменістан,

### 2017
- Сент-Вінсент і Гренадини,

### 2018
- Гренада,

### 2019
- Сент-Люсія,

### 2020
- Коморські Острови,

### 2021
- Самоа,

### 2022
| - Сент-Кіттс і Невіс, | Тонга |

## Країни, які вийшли з агентства
Північна Корея приєдналася до МАГАТЕ в 1974, однак вийшла з нього 13 червня 1994.